# نجیب و بدجنس
نجیب و بدجنس (ایتالیایی: Simpatici & antipatici) یک فیلم کمدی ایتالیایی به کارگردانی کریستین دسیکا است که در سال ۱۹۹۸ منتشر شد.

## بازیگران
- کریستین دسیکا
- مارکو مسری
- لئو گولوتا
- آلساندرو هابر
- ریکاردو گارونه
- بئاتریس ریکو
- مونیکا اسکاتینی
- یونس بشیر
- فرانچسکا نونتسی
- مارینا پرتسی
- جانفرانکو فوناری
- آندرئا رونکاتو
- پی‌یرو ناتولی
- آلبرتو مولیناری